# Olivia (Name)
Olivia ist ein weiblicher Vorname.

## Herkunft und Bedeutung
Der Name wurde erstmals von William Shakespeare in der Komödie Was ihr wollt verwendet. Vermutlich hat er ihn entweder als weibliche Variante von Oliver, der wohl auf Oleifr „Vorfahr“ und „Erbe“ bzw. „Relikt der Vorfahren“ zurückgeht, oder Weiterbildung von Oliva von lateinisch oliva „Olive“ gebildet.

## Verbreitung
Im englischen Sprachraum ist Olivia [oʊ.ˈlɪv.i.ə] bzw. [ə.ˈlɪv.i.ə] seit dem 18. Jahrhundert verbreitet. Bis in die Mitte des 20. Jahrhunderts war er geläufig, erreichte jedoch nie die Top-200 der Vornamenscharts. Seit den 1950er Jahren sank die Popularität des Namens, bis er im Jahr 1971 mit Rang 542 ihren Tiefpunkt erreichte. Daraufhin gewann der Name rasch an Beliebtheit, sodass er fünf Jahre später erstmals die Top-200 der Hitliste erreichte. In der zweiten Hälfte der 1980er Jahre nahm seine Popularität erneut zu. Im Jahr 1990 stieg er in die Top-100 der Vornamenscharts auf, zu der er seitdem zählt. Seit 2001 gehört Olivia zu den 10 beliebtesten Vornamen des Landes und steht seit 2019 an der Spitze der Hitliste.
Auch im Vereinigten Königreich zählt Olivia zu den beliebtesten Mädchennamen. In England und Wales stieg der Name 1999 in die Top-10 der Vornamenscharts auf. Von 2008 bis 2010 sowie seit 2016 stand er an der Spitze der Hitliste. In Schottland erreichte er 1993 die Top-100 der Vornamenscharts und 2006 die Top-10. Seitdem belegte er wiederholt Rang 1 der Hitliste. Auch in Nordirland zählt Olivia zu den beliebtesten Mädchennamen, erreichte jedoch nie die Spitze der Hitliste.
In Irland trat Olivia erstmals im Jahr 1973 in die Top-100 der Vornamenscharts ein. Zwei Jahre später erreichte er Rang 4 der Hitliste. In den darauffolgenden Jahren ließ die Popularität des Namens rasch nach, sodass er 1983 die Top-100 der Vornamenscharts verließ. In den Jahren 1991 und 1992 erreichte er die Hitliste erneut. Seit 1998 zählt er wieder zu den 100 beliebtesten Mädchennamen des Landes. Obwohl seine Popularität vor allem seit Mitte der 2000er Jahre zunahm erreichte er erst zweimal die Top-10 der Hitliste, zuletzt im Jahr 2024 (Rang 7).
Olivia erreichte in Australien erstmals im Jahr 1976 die Top-100 der Vornamenscharts. Bis in die 1980er Jahre verließ er die Hitliste immer wieder. 1990 trat er mit Rang 43 erneut in die Hitliste ein und erreichte acht Jahre später die Top-10, zu der er seitdem zählt. Bis ins Jahr 2024 stand er viermal an der Spitze der Vornamenscharts. Ein ähnliches Bild zeigt sich in Neuseeland, wo der Name seit 1977 zur Top-100 und seit 1994 zur Top-10 zählt.
Der Name Olivia [o.ˈli.βja] stieg in Spanien im Jahr 2010 in die Top-100 der Vornamenscharts auf. Seit 2022 zählt er zu den 10 meistgewählten Mädchennamen. Im Jahr 2023 stand er auf Rang 7 der Hitliste. In Argentinien belegte er im Jahr 2021 Rang 2 der Vornamenscharts. In Chile stieg er 2015 in die Top-100 der Vornamenscharts auf und stand im Jahr 2021 auf Rang 44.
Olivia [ɔ.li.vja] war in Frankreich bereits zu Beginn des 20. Jahrhunderts geläufig, wurde jedoch nur selten vergeben, geriet jedoch außer Mode. 1950 erreichte er erneut die Top-500 der Vornamenscharts und gewann an Popularität 1980 erreichte er erstmals die Top-100 der Vornamenscharts. Seit 2006 verließ er diese Hitliste nicht mehr. Im Jahr 2023 erreichte er mit Rang 24 seine bislang höchste Platzierung in den Vornamenscharts.
Der Name Olivia [o.ˈliː.vi̯a] ist in Deutschland seit den 1980er Jahren geläufig. Seit 2016 zählt er zu den 100 beliebtesten Mädchennamen. Im Jahr 2024 stand er auf Rang 54 der Hitliste.
In Österreich zählt der Name seit 2015 zu den 50 beliebtesten Mädchennamen und befindet sich seitdem im Aufwärtstrend. Im Jahr 2023 belegte er Rang 18 der Hitliste.
Olivia hat sich in der Schweiz unter den beliebtesten Mädchennamen etabliert. Seit 2021 zählt er zu den 10 meistgewählten Mädchennamen des Landes.

## Varianten
- Dänisch
  - Diminutiv: Vivi
- Englisch: Alivia, Olyvia
  - Diminutiv: Liv, Livia, Livvy, Livy, Ollie
- Finnisch
  - Diminutiv: Viivi
- Kroatisch: Olivija
- Lettisch: Olīvija
- Litauisch: Olivija
- Polnisch: Oliwia
- Portugiesisch: Olívia
- Russisch: Оливия Oliwija
- Slowakisch: Olívia
- Slowenisch: Olivija
- Tschechisch: Olívie, Olivie
- Ukrainisch: Олівія Oliwija
- Ungarisch: Olívia

## Namensträgerinnen
- Olivia d’Abo (* 1969), britische Schauspielerin und Sängerin
- Olivia Ainali, finnische Schauspielerin
- Olivia Arthur (* 1980), britische Photojournalistin
- Olivia Asselin (* 2004), kanadische Freestyle-Skisportlerin
- Olivia Augustinski (* 1964), deutsche Schauspielerin
- Olivia Ausoni (1923–2010), Schweizer Skirennfahrerin
- Olivia Barash (* 1965), US-amerikanische Schauspielerin
- Olivia Baril (* 1997), kanadische Radrennfahrerin
- Olivia-Mai Barrett (* 1996), britische Schauspielerin
- Olivia Bee (* 1994), US-amerikanische Fotografin
- Olivia de Berardinis (* 1948), US-amerikanische pin-up-Malerin
- Olivia Bergler (* 2005), polnische Tennisspielerin
- Olivia Birkelund (* 1963), US-amerikanische Film-, Fernseh- und Theaterschauspielerin
- Olivia Block, US-amerikanische Improvisationsmusikerin
- Olivia Borlée (* 1986), belgische Leichtathletin
- Olivia Bouffard-Nesbitt (* 1992), kanadische Skilangläuferin
- Olivia Brett (* 2001), neuseeländische Rennkanutin
- Olivia Brown (* 1960), US-amerikanische Schauspielerin
- Olivia Burkhart (* 1996), deutsche Schauspielerin
- Olivia Burnette (* 1977), US-amerikanische Schauspielerin
- Olivia Büschken (* 1992), deutsche Synchronsprecherin
- Olivia Carnegie-Brown (* 1991), britische Ruderin
- Olivia Center (* 2006), US-amerikanische Tennisspielerin
- Olivia Chance (* 1993), neuseeländische Fußballspielerin
- Olivia Chow (* 1957), kanadische sozialdemokratische Politikerin, Professorin und Künstlerin
- Olivia Clyne (* 1993), US-amerikanische Squashspielerin
- Olivia Coffey (* 1989), US-amerikanische Ruderin
- Olivia Cole (1942–2018), US-amerikanische Schauspielerin und Emmy-Gewinnerin
- Olivia Colman (* 1974), britische Schauspielerin
- Olivia Cooke (* 1993), britische Schauspielerin
- Olivia Crocicchia (* 1995), US-amerikanische Schauspielerin
- Olivia Crosby, US-amerikanische Schauspielerin
- Olivia Culpo (* 1992), US-amerikanische Schönheitskönigin und Miss USA 2012
- Olivia Cummins (* 2003), US-amerikanische Radrennfahrerin
- Olivia Davies-McDaniel (* 1997), US-amerikanisch-philippinische Fußballtorhüterin
- Olivia de Havilland (1916–2020), britisch-US-amerikanische Filmschauspielerin
- Olivia Dean (* 1999), englische Neo-Soul-Sängerin
- Olivia DeJonge (* 1998), australische Schauspielerin
- Olivia Del Rio (* 1969), brasilianische Pornodarstellerin
- Olivia Delcán (* 1992), spanische Schauspielerin
- Olivia Mariamne Devenish (1771–1814), Ehefrau von Thomas Stamford Raffles, Gouverneur von Java
- Olivia Taylor Dudley (* 1985), US-amerikanische Schauspielerin
- Olivia Dunne (* 2002), US-amerikanische Turnerin
- Olivia Dussek († 1847), englische Pianistin, Harfenistin und Komponistin
- Olivia Eaton (* 1998), neuseeländische Sprinterin
- Olivia Époupa (* 1994), französische Basketballspielerin
- Olivia Fotopoulou (* 1996), zyprische Sprinterin
- Olivia Fried (1912–1958), ungarische Tänzerin und Filmschauspielerin
- Olivia Fuchs, britisch-deutsche Opernregisseurin
- Olivia Gadecki (* 2002), australische Tennisspielerin
- Olivia Gallay (* 1989), französische Skirennläuferin
- Olivia García (* 2001), chilenische Hochspringerin
- Olivia Lina Gasche (* 1988), Schweizer Schauspielerin
- Olivia Giaccio (* 2000), US-amerikanische Freestyle-Skisportlerin
- Olivia Goldsmith (1949–2004), US-amerikanische Schriftstellerin
- Olivia Gram (* 2000), dänische Tennisspielerin
- Olivia Grange (* 1946), jamaikanische Politikerin (JLP)
- Olivia Grant (* 1983), britische Schauspielerin
- Olivia Grigolli (* 1963), österreichische Schauspielerin
- Olivia Gürth (* 2002), deutsche Hindernisläuferin
- Olivia Hack (* 1983), US-amerikanische Synchronsprecherin und Schauspielerin
- Olivia Hallinan (* 1985), britische Schauspielerin
- Olivia Hardt (* 1988), US-amerikanische Schauspielerin
- Olivia Harrison (* 1948), britische Musikergattin, Witwe von George Harrison
- Olivia Hauser (* 1982), Schweizer Squashspielerin
- Olivia Herzog (* 1999), Schweizer Unihockeyspielerin
- Olivia Heussler (* 1957), Schweizer Video- und Fotokünstlerin
- Olivia Hofmann (* 1992), österreichische Sportschützin
- Olivia Holdt (* 2001), dänische Fußballspielerin
- Olivia Holt (* 1997), US-amerikanische Schauspielerin und Sängerin
- Olivia Hooker (1915–2018), amerikanische Psychologin und Professorin
- Olivia Hussey (1951–2024), argentinisch-britische Schauspielerin
- Olivia Jackson (* 1983), südafrikanische Schauspielerin und Stuntfrau
- Olivia Jones (* 1969), deutscher Travestiekünstler, Unternehmer und Politiker
- Olivia Rose Keegan (* 1999), US-amerikanische Schauspielerin und Sängerin
- Olivia Kleinknecht (* 1960), Schweizer Schriftstellerin und Malerin
- Olivia Klemke (* 1980), deutsche Schauspielerin
- Olivia Kuderewski (* 1989), deutsche Schriftstellerin und Lektorin
- Olivia-Patrizia Kunze (* 1989), deutsche Schauspielerin, Sängerin und Musicaldarstellerin
- Olivia Laing (* 1977), britische Journalistin, Schriftstellerin, Essayistin und Kulturkritikerin
- Olivia Lee (* 1981), britische Schauspielerin
- Olivia Lewis (* 1978), maltesische Sängerin
- Olivia Liang (* 1993), US-amerikanische Schauspielerin
- Olivia Lincer (* 2004), polnische Tennisspielerin
- Olivia Anna Livki (* 1984), deutsche Sängerin/Songschreiberin, Musikerin, Arrangeurin, Filmregisseurin und -produzentin
- Olivia Lobato (* 2004), schwedische Sängerin
- Olivia Loe (* 1992), neuseeländische Ruderin
- Olivia Löfqvist (* 1997), schwedische Handballspielerin
- Olivia Longott (* 1981), US-amerikanische R&B-Sängerin und Rapperin
- Olivia Lonsdale (* 1994), niederländische Schauspielerin
- Olivia Lufkin (* 1979), japanische Sängerin
- Olivia MacDonald (* 1996), neuseeländische Volleyball- und Beachvolleyballspielerin
- Olivia Mace (* 1984), britische Schauspielerin und Synchronsprecherin
- Olivia Manning (1908–1980), britische Schriftstellerin
- Olivia Marei (* 1990), deutsche Film-, TV- und Theaterschauspielerin
- Olivia May (* 1985), US-amerikanische Schauspielerin, Sängerin und Musikerin
- Olivia McTaggart (* 2000), neuseeländische Stabhochspringerin
- Olivia Mellegård (* 1996), schwedische Handballspielerin
- Olivia Merilahti (* 1982), finnisch-französische Sängerin und Komponistin
- Olivia Merkel (* 1981), deutsche Pharmazeutin nd Hochschullehrerin
- Olivia Mitscherlich-Schönherr (* 1973), deutsche Philosophin
- Olivia Molina (* 1946), deutsch-mexikanische Tango-, Folklore- und Schlager-Sängerin
- Olivia Montauban (* 1991), französische Bahnradsportlerin
- Olivia Morris (* 1997), britische Schauspielerin
- Olivia Moultrie (* 2005), amerikanische Fußballspielerin
- Olivia Müller-Elmau (* 1998), deutsche Schauspielerin
- Olivia Munn (* 1980), US-amerikanische Schauspielerin und Fernsehmoderatorin
- Olivia Nervo (* 1982), australische Sängerin, Model und DJ
- Olivia Newton-John (1948–2022), britisch-australische Sängerin, Songwriterin, Schauspielerin und Brustkrebs-Aktivistin
- Olivia Nicholls (* 1994), britische Tennisspielerin
- Olivia Nobs (* 1982), Schweizer Snowboarderin
- Olivia Nova (1997–2018), US-amerikanische Pornodarstellerin
- Olivia Lykke Nygaard (* 2001), norwegische Handballspielerin
- Olivia Olson (* 1992), US-amerikanische Schauspielerin und Sängerin
- Olivia O’Brien (* 1999), US-amerikanische Sängerin und Songwriterin
- Olivia O’Lovely (* 1976), US-amerikanische Pornodarstellerin
- Olivia Palermo (* 1986), US-amerikanisches Model, Fashion-Influencerin, Modedesignerin, Unternehmerin, Schauspielerin und Reality-Show-Darstellerin
- Olivia Papoli-Barawati (* 1995), deutsche Schauspielerin
- Olivia Pascal (* 1957), deutsche Schauspielerin
- Olivia Peter (* 1985), österreichische Radiomoderatorin
- Olivia Pilhar (* 1988), österreichisches Opfer medizinischer Fehlbehandlung
- Olivia Podmore (1997–2021), neuseeländische Bahnradsportlerin
- Olivia Pop (* 1972), deutsche Opernsängerin (Sopran)
- Olivia Powell (* 1967), deutsch-amerikanische Moderatorin und Synchronsprecherin
- Olivia Powrie (* 1987), neuseeländische Seglerin
- Olivia Price (* 1992), australische Seglerin
- Olivia Ray (* 1998), neuseeländische Radsportlerin
- Olivia Retzer (* 1981), österreichische Filmeditorin
- Olivia Robinson (* 1938), britische Rechtshistorikerin
- Olivia Rodrigo (* 2003), US-amerikanische Schauspielerin und Sängerin
- Olivia Rogowska (* 1991), australische Tennisspielerin
- Olivia Röllin (* 1990), Schweizer Moderatorin, Philosophin, Religionswissenschaftlerin und freie Journalistin
- Olivia van Rooijen (* 1988), niederländische Ruderin
- Olivia Rosenthal (* 1965), französische Schriftstellerin
- Olivia Ross (* 1992), britische Schauspielerin und Synchronsprecherin
- Olivia Ruiz (* 1980), französische Sängerin
- Olivia Rusek (* 1995), US-amerikanisch-polnische Volleyballspielerin
- Olivia Saar (1931–2025), estnische Kinderbuchautorin und Journalistin
- Olivia Safe (* 1982), britische Opernsängerin (Sopran)
- Olivia Sage (1828–1918), US-amerikanische Philanthropin
- Olivia Sanabia (* 2003), US-amerikanische Sängerin und Schauspielerin
- Olivia Sanchez (* 1982), französische Tennisspielerin
- Olivia Saragosa, kanadische Opern- und Konzertsängerin (Mezzosopran)
- Olivia Schoppe (* 2001), deutsche Radrennfahrerin
- Olivia Schough (* 1991), schwedische Fußballspielerin
- Olivia Scriven (* 1997), kanadische Schauspielerin und Sängerin
- Olivia Serres (1772–1834), britische Schriftstellerin und Malerin
- Olivia Shakespear (1863–1938), britische Schriftstellerin
- Olivia Silhavy (* 1957), österreichische Schauspielerin
- Olivia Smart (* 1997), britisch-spanische Eistänzerin
- Olivia Smith (* 2004), kanadische Fußballspielerin
- Olivia Smoliga (* 1994), amerikanische Schwimmsportlerin
- Olivia Spiker (* 1981), polnisch-deutsche Amateurboxerin
- Olivia Stuck (* 1999), US-amerikanische Schauspielerin
- Olivia Sudjic (* 1988), britische Schriftstellerin
- Olivia Tennet (* 1991), neuseeländische Filmschauspielerin
- Olivia Thirlby (* 1986), US-amerikanische Schauspielerin
- Olivia Tjandramulia (* 1997), australische Tennisspielerin
- Olivia Tracey (* 1960), irisches Model
- Olivia Trummer (* 1985), deutsche Jazzmusikerin (Piano, Gesang)
- Olivia Tschon (* 1994), österreichische Fußballschiedsrichterin
- Olivia Vermeulen (* 1978), niederländische Sängerin (Mezzosopran)
- Olivia Vieweg (* 1987), deutsche Comiczeichnerin und -autorin
- Olivia Weaver (* 1995), US-amerikanische Squashspielerin
- Olivia Wenzel (* 1985), deutsche Schriftstellerin, Dramaturgin, Musikerin und Performerin
- Olivia Wilde (* 1984), amerikanisch-irische Schauspielerin, Regisseurin und Filmproduzentin
- Olivia Williams (* 1968), britische Schauspielerin
- Olivia Wöckinger (* 1979), österreichische Diplompädagogin, Autorin und Leichtathletin
- Olivia Wunsch (* 2006), australische Schwimmerin
- Olivia Zúñiga (1916–1992), mexikanische Dichterin und Schriftstellerin